# Ronaldo da Costa
Ronaldo da Costa (Descoberto, 7 giugno 1970) è un ex maratoneta e mezzofondista brasiliano che nel 1998, vincendo la maratona di Berlino in 2h06'05", superò la miglior prestazione mondiale, detenuta dall'etiope Belayneh Dinsamo da oltre 10 anni.

## Biografia
Iniziò a correre nel 1989, sui 5.000 e sui 10.000, ma salì alla ribalta nel 1994, quando fu bronzo mondiale nella mezza maratona e vinse la corsa di San Silvestro.
Nel 1996 fu selezionato per i Giochi di Atlanta, dove giunse 16º nella propria batteria dei 10.000.
A partire dall'anno successivo si dedicò alla maratona e all'esordio fu 5º a Berlino; nella stessa città nel 1998, alla sua seconda prova sui 42,195 km, vinse con la miglior prestazione mondiale.

## Altre competizioni internazionali
1994
- Oro alla Mezza maratona di Buenos Aires ( Buenos Aires) - 1h01'35"

1995
- Oro alla Corrida Internacional de San Fernando ( Maldonado) - 27'52"

1996
- 10º alla Carlsbad 5000 ( Carlsbad) - 13'49"

1997
- 5º alla Maratona di Berlino ( Berlino) - 2h09'07"
- 4º alla Stramilano ( Milano) - 1h03'03"

1998
- Oro alla Maratona di Berlino ( Berlino) - 2h06'05"

1999
- 17º alla Maratona di Londra ( Londra) - 2h14'10"
- 19º alla Mezza maratona di Lisbona ( Lisbona) - 1h04'44"

2000
- 17º alla Maratona di Praga ( Praga) - 2h19'29"
- 26º alla Great North Run ( Newcastle upon Tyne) - 1h07'42"

2001
- 6º alla Corrida de Reis 10 km ( Brasilia) - 30'18"

2002
- 16º alla Maratona di Berlino ( Berlino) - 2h12'52"
- 10º alla Medellín Half Marathon ( Medellín) - 1h07'17"

2003
- 17º alla Maratona di Tokyo ( Tokyo) - 2h20'57"